# Holzbergwiesen
Die Holzbergwiesen sind ein ehemaliges Naturschutzgebiet in der niedersächsischen Stadt Stadtoldendorf und der Gemeinde Heinade in der Samtgemeinde Eschershausen-Stadtoldendorf im Landkreis Holzminden.

## Allgemeines
Das ehemalige Naturschutzgebiet mit dem Kennzeichen NSG HA 150 ist rund 375 Hektar groß. Es ist nahezu vollständig Bestandteil des FFH-Gebietes „Holzberg bei Stadtoldendorf, Heukenberg“ und des EU-Vogelschutzgebietes „Sollingvorland“. Das Gebiet stand seit dem 16. Mai 1991 unter Naturschutz. Zum 20. Dezember 2018 ging es im Naturschutzgebiet „Holzberg, Denkiehäuser Wald, Heukenberg“ auf. Zuständige untere Naturschutzbehörde war der Landkreis Holzminden.

## Beschreibung
Das ehemalige Naturschutzgebiet liegt südlich von Stadtoldendorf. Es erstreckt sich am Nord-, West- und Südwesthang des Holzberges. Nach Nordwesten wird es vom Eberbach begrenzt. Das Gebiet wird durch Mähweiden und Wiesen, vereinzelt auch Ackerflächen geprägt. In den Grünlandbereichen, die teilweise durch Hecken gegliedert sind, befinden sich zahlreiche Kleingewässer (Quellen, Bäche und Tümpel), vielfach in Verbindung mit Kalkquellsümpfen, die zu den seltensten Lebensraumtypen Niedersachsens gehören. Im Süden des Schutzgebietes sind kleinflächig Halbtrockenrasen zu finden.
Die Holzbergwiesen werden überwiegend von weiteren landwirtschaftlichen Nutzflächen umgeben, in den höheren Lagen grenzen sie an die Waldflächen auf dem Holzberg. Im Nordosten schließt das Gelände des ehemaligen Standortübungsplatzes der Yorck-Kaserne in Stadtoldendorf an das ehemalige Naturschutzgebiet an. Der etwa 54 Hektar große Teil bis zur Kreisstraße 42 wurde von der NABU-Stiftung Nationales Naturerbe übernommen und von der Kreisgruppe Holzminden des Naturschutzbundes Deutschland betreut.